# Trollové (film)
Trollové (v anglickém originále Trolls) je animovaná muzikálová komedie z roku 2016. Režie se ujali Mike Mitchell a Walt Dohrn a scénáře Jonathan Aiibel a Glenn Berger. Tvůrci byli inspirování postavičkami od Thomase Dama. Své hlasy do filmu propůjčili Anna Kendrick, Justin Timberlake, Zooey Deschanel, Russell Brand, James Corden a Gwen Stefani.
Film měl premiéru na Londýnském filmovém festivalu 8. října 2016 a do kin byl oficiálně uveden 4. listopadu 2016. Film získal pozitivní recenze od kritiků a vydělal přes 262 milionů dolarů.

## Obsazení
| Anna Kendrick            | princezna Poppy   |
| Justin Timberlake        | Větvík            |
| Zooey Deschanel          | Bridget           |
| Russell Brand            | Říčka             |
| James Corden             | Bobin             |
| Gwen Stefani             | Dýdžejka Suki     |
| Christopher Mintz-Plasse | princ Gristle     |
| Christine Baranksi       | šéfkuchařka       |
| John Cleese              | král Gristle      |
| Jeffrey Tambor           | král Peppy        |
| Aino Jawo                | Saténa            |
| Caroline Hjelt           | Šanela            |
| Ron Funches              | Roula             |
| Kunal Nayyar             | Třpytík           |
| GloZell                  | babička Rosiepuff |
| Meg DeAngelis            | Moxie Dewdrop     |
| Ricky Dillon             | Aspen Heitz       |
| Kandee Johnson           | Mandy Sparkledust |
| Iris Dohrn               | miminko Poppy     |
| Liam Henry               | malý Branch       |
| Walt Dohrn               | více postav       |
| Quvenzhané Wallis        | Harper            |
| Mike Mitchell            | více postav       |

## Produkce
Společnost DreamWorks oznámila plány na film inspirovaný postavičkami trollů na začátku roku 2010. K této verzi napsal scénář Adam Wilson a jeho žena Melanie. V roce 2012 získala hlavní role Chloë Grace Moretz a Jasonovi Schwartzmanovi byla nabídnuta mužská hlavní role. V září 2012 20th Century Fox a DreamWorks Animation oznámily, že film pod názvem Trolls bude mít premiéru 5. června 2015 s Anand Tuckerem jako režisérem a scénářem od Wallace Wolodarskyho a Mayi Forbes. V květnu roku 2013 byla premiéra posunuta na 4. listopadu 2016. V červnu 2014 získala Anna Kendrick hlavní roli princezny Poppy. Justin Timberlake se k obsazení připojil v září 2015. Celé obsazení byl oznámeno v lednu 2016.

## Přijetí
Film vydělal 116,2 milionů dolarů v Severní Americe a 146,2 milionů dolarů v ostatních oblastech, celkově tak vydělal 262,4 milionů dolarů po celém světě. Rozpočet filmu činil 125 milionů dolarů. V Severní Americe byl oficiálně uveden 4. listopadu 2016, společně s filmy Doctor Strange a Hacksaw Ridge: Zrození hrdiny. Za první víkend docílil druhé nejvyšší návštěvnosti, kdy vydělal 46,5 milionů dolarů. Na první místě se umístil film Hacksaw Ridge: Zrození hrdiny s výdělkem 85 milionů dolarů.
Film získal pozitivní recenze od kritiků. Na recenzní stránce Rotten Tomatoes získal z 113 započtených recenzí 74 procent s průměrným ratingem 6,2 bodů z deseti. Na serveru Metacritic snímek získal z 32 recenzí 56 bodů ze sta. Na Česko-Slovenské filmové databázi snímek získal 66%.